# Miloš Stamenković
Miloš Stamenković, né le 1er juin 1990 à Belgrade en Yougoslavie, est un footballeur serbe. Il évolue à l'Irtych Pavlodar au poste de défenseur central.

## Biographie
Miloš Stamenković évolue en Serbie, en Arménie, en Ukraine, au Kazakhstan, et en Belgique.
Il dispute notamment 24 matchs en première division serbe et 31 matchs en première division ukrainienne.
Il joue également neuf matchs rentrant dans le cadre des tours préliminaires de la Ligue Europa.

## Palmarès
- Vice-champion d'Arménie en 2016 avec le Shirak SC